# Cristicaudus nepalensis
Cristicaudus nepalensis är en stekelart som först beskrevs av Hajimu Takada 1970.  Cristicaudus nepalensis ingår i släktet Cristicaudus och familjen bracksteklar. Inga underarter finns listade i Catalogue of Life.